# 글로벌 폴리티션
글로벌 폴리티션(Global Politician)은 정치인, 정부 관계자, 외교관, 서적 저자, 테러리스트와의 인터뷰뿐 아니라 현재의 사건에 대한 분석을 발행하는 온라인 정치 잡지였다. 이것은 2004년 10월에 설립되었고 뉴욕에 근거지를 두고 있다.

## 설명
이 잡지는 데이비드 스토로빈에 의해 2004년에 설립되었다.  2005년, 스토로빈은 시민 매거진에서 세계 정치가의 편집장으로 임명되었는데, 그는 이 잡지에 '팔레스타인 민족주의의 나치 뿌리'에 관한 기사를 기고한 바 있다.
이 잡지의 마지막 편집장은 샘 바크닌이었다.